# 정축하성
정축하성(丁丑下城)은 병자호란 때 남한산성에 피신한 인조가 농성 59일만에 청나라 황제 홍타이지에게 항복, 1637년 2월 24일(정축년 음력 1월 30일) 남한산성을 나와 삼전도에서 항복의 예를 행한 것을 말한다. 흔히, 삼전도의 굴욕(三田渡의 屈辱)이라고 표현된다. 다만 당시 인조는 절대 항복하지 않고 단순히 성에서 나온다는 뜻인 하성이라고 표현했고, 신하들에게도 이를 강요했다. 정축하성으로 남한산성 공성전이 종료되었다.

## 병자호란의 전개
이하 날짜는 양력 기준이다.

### 근왕병의 소집과 실패

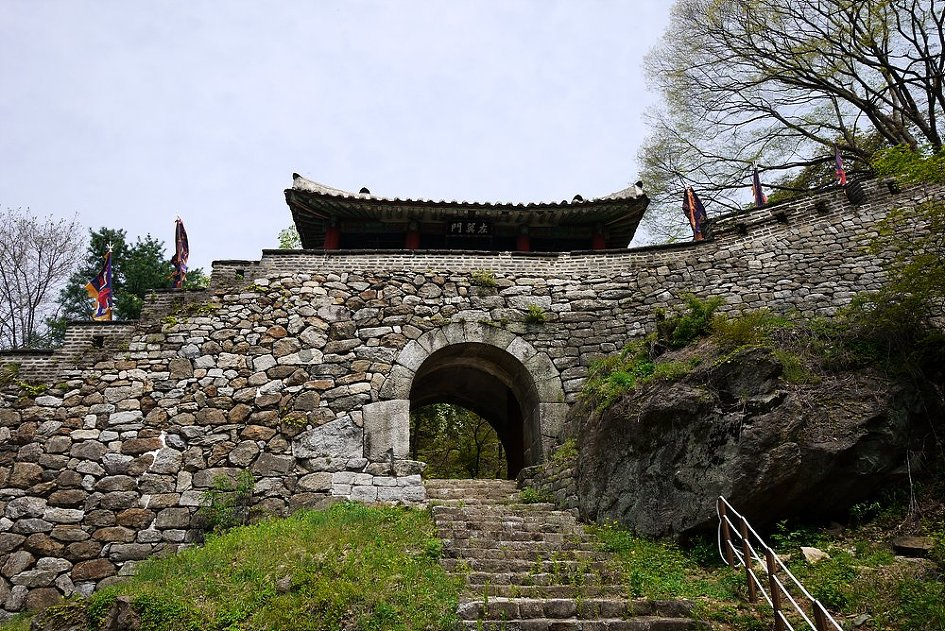
남한산성

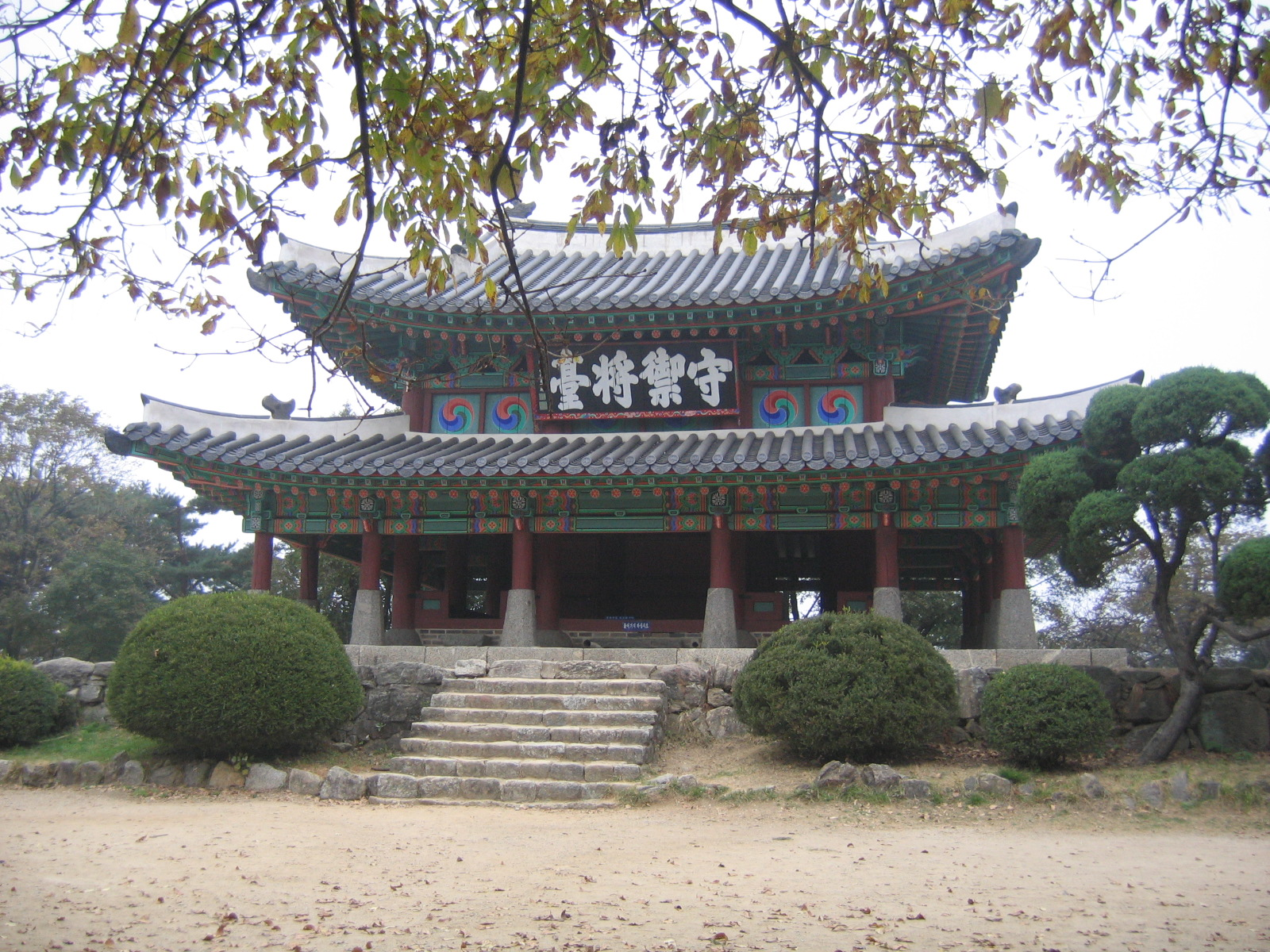
남한산성의 수어장대

홍타이지가 이끄는 약 100,000명의 청군이 압록강을 도하함으로써 병자호란이 발발했다. 이 사실이 한성에 알려진 것은 1637년 1월 7일이었는데, 이 때 청군은 이미 개성 근처까지 진출해 있었다. 청군의 침입 소식을 듣고 인조는 강화도로 몽진하려 했으나 청군의 진격 속도가 빨라 시간이 부족하자, 1637년 1월 9일밤, 남한산성으로 향할 수밖에 없었다. 남한산성에 들어간 인조는 각 도에 납서를 보내 근왕군을 불러모으려 했다. (납서는 작게 쓴 글씨를 밀로 뭉쳐 몰래 전하는 비밀편지를 말한다.) 병자호란 당시 청군은 한성과 인조만을 노린 전격전을 펼쳤기 때문에 한성과 그 주변을 제외한 배후지에는 피해가 거의 없었고, 특히 삼남 지방이 건재했으므로, 여기서 근왕군을 편성해 산성을 포위한 청군을 역포위하면 전세를 유리하게 바꿀 수 있다고 판단했던 것이다. 그러나 근왕군을 지휘할 책임이 있는 도원수 김자점은 경기도 양평에서 움직이지 않았으며, 각 도에서 올라오던 근왕군은 합류하지 못한 채 청군의 별동대에 의해 각개격파 당했고, 남한산성을 구원하지 못했다.
각 근왕군의 동향은 다음과 같았다. 가장 먼저 1월 12일, 강원감사 조정호가 근왕군 약 7,000명을 조직하여 남한산성으로 향했다. 원주 영장 권정길이 이끄는 선봉대 1,000여명이 1월 19일 남한산성 근처의 검단산까지 진출하는데 성공했지만, 이튿날 청군의 별동대에 의해 격파당했고, 사기가 떨어진 근왕군은 와해되었다. 조정호는 남은 군사를 이끌고 가평으로 퇴각, 다른 근왕군과의 합류를 꾀했다.
함경감사 민성휘는 1월 22일 7,000명의 근왕군을 규합, 진군했으나 북병사 서우신과 함경감사 민성휘 사이에 지휘권을 둘러싼 분쟁이 발생했다. 서우신은 곧장 남한산성으로 진군할 것을 주장했지만 민성휘는 양평의 김자점과 합류한 후에 세력을 키울 것을 주장하였다. 결국 민성휘의 의견을 따라 함경도 근왕군은 양평으로 향했지만, 도원수 김자점은 그곳에서 움직이지 않았다. 북변의 오랑캐와 전투 경험이 풍부한 정예병이었던 함경도의 군사와 중앙군이 주둔하고 있었으며, 강원도 근왕군의 패잔병 또한 합류한 양평의 군세는 23,000명에 달했지만, 김자점은 결국 군사를 움직이지 않음으로써 전쟁에서 전혀 영향력을 행사하지 못했다.
충청감사 정세규가 납서를 받은 것은 1월 13일이었다. 정세규는 즉시 근왕군을 규합, 1월 20일 공주를 출발하여 1월 27일 남한산성 남쪽의 험천에 당도해 불화살로 남한산성에 신호를 보냈다. 하지만 이번에도 청군의 별동대가 험천 서쪽의 고지를 점령 후 근왕군을 요격했다. 근왕군은 10여차례의 공격을 방어하는데는 성공했으나 탄약과 화살이 바닥났고, 지휘관인 김홍익, 이경징, 이상재 등이 다수 전사했으므로 더 이상 성과 없이 퇴각할 수밖에 없었다.
청군이 처음 압록강을 건너 한성으로 향하며 통과한 곳이 평안도였다. 당시 평안감사 홍명구는 청군의 압록강 도하 소식을 접하고 병력을 조직 후 평양성 북쪽의 자모산성에 들어가 청군을 방어하려고 했으나, 청군이 이를 무시하고 그대로 남하해 버렸으므로 아무런 대처를 할 수 없었다. 홍명구는 평안병사 유림 휘하의 병력을 합세, 1637년 1월 13일 평양을 출발해 남하했으나, 철원, 연천 등지에 이들의 진격을 막기 위해 주둔한 청군의 별동대에 가로막혀 더 이상 접근할 수 없었다. 1637년 2월 22일 강원도 금화 부근에서 청군과 전투가 벌어졌다. 이 싸움에서 홍명구는 전사했고, 유림은 고지에 주둔하면서 공격해온 청군을 격퇴하는데에는 성공했으나, 화살과 탄약 등이 떨어져 퇴각할 수밖에 없었다.
전라감사 이시방은 1637년 1월 15일 근왕의 명령을 받았다. 29일 6,000여명의 병력을 소집한 그는 전라병사 김준용과 함께 전주 군영을 출발, 북상했고, 이어 화엄사의 승병 2,000여명이 이에 합류하였다. 선봉을 맡은 김준용은 1월 29일 광교산 부근까지 진출했으나, 이틀 전 충청도 근왕군을 격파한 청군과 조우했다. 1월 30일, 김준영은 청군의 돌격을 막아내고 다음날은 청군 장수 양고리를 사살하는 등 큰 전과를 올렸으나 역시 물자의 부족으로 인해 더 이상 진군하지 못했고, 수원으로 퇴각할 수밖에 없었다. 또한, 이시방이 이끄는 근왕군 본대는, 광교산 전투를 패전으로 오인하고 공주 방면으로 철수해 버렸다.

### 쌍령 전투
한편, 경상감사 심연이 이끄는 경상도의 근왕군은 좌병사 허완과 우병사 민영이 이끄는 총 규모 약 4만에 이르는 대규모 병력이었다. 속오군 편제상 총병력 4만이 모두 집결해 있었는지에 대해서는 이론의 여지가 있지만, 허완과 민영이 이끄는 8000여명 이상의 병력은 1637년 1월 28일 광주의 쌍령 근처까지 진출했다. 이들을 저지하기 위해 인근의 불당리에 매복하고 있던 청군은 300여기의 기병과 천여명의 보병으로 이루어진 소규모 부대였다. 조선군의 대부분은 조총으로 무장하고 있었으나, 훈련도는 매우 낮았고, 청군 기병대의 돌격에 겁을 먹은 병력이 거리를 재지 않고 마구잡이로 사격한 끝에 화약과 화살을 전부 소모하게 된다. 청군은 일단 후퇴 후 조선군의 화약이 소모된 것을 확인하고 재차 돌격을 감행. 허완이 이끄는 좌군은 완전히 와해되고 허완 역시 전사했다. 민영이 이끄는 우군은 좌군이 패주하는 와중에도 분투했으나, 화약이 떨어져 이를 재보급하던 도중 화약이 폭발, 군사 수십이 폭사하고 전선이 무너져 버렸다. 이를 틈탄 청군 기병이 총공격하자 우군 역시 완전히 붕괴했고, 민영도 이 와중 전사했다.
결국 경상도 근왕군은 청군의 몇 배에 이르는 우월한 병력을 제대로 활용하지 못하고 참패하고 말았고, 본진을 이끌고 여주에 진을 치고 있던 심연은 선봉부대가 패했다는 소식을 듣고 서둘러 군사를 돌려 조령 이남으로 철수했다. 이렇게 8도의 근왕군이 전부 청군에 의해 각개격파 당함으로써 남한산성은 완전히 고립되었고, 더 이상의 근왕군은 조직되지 못하였다.

### 기근과 굶주림

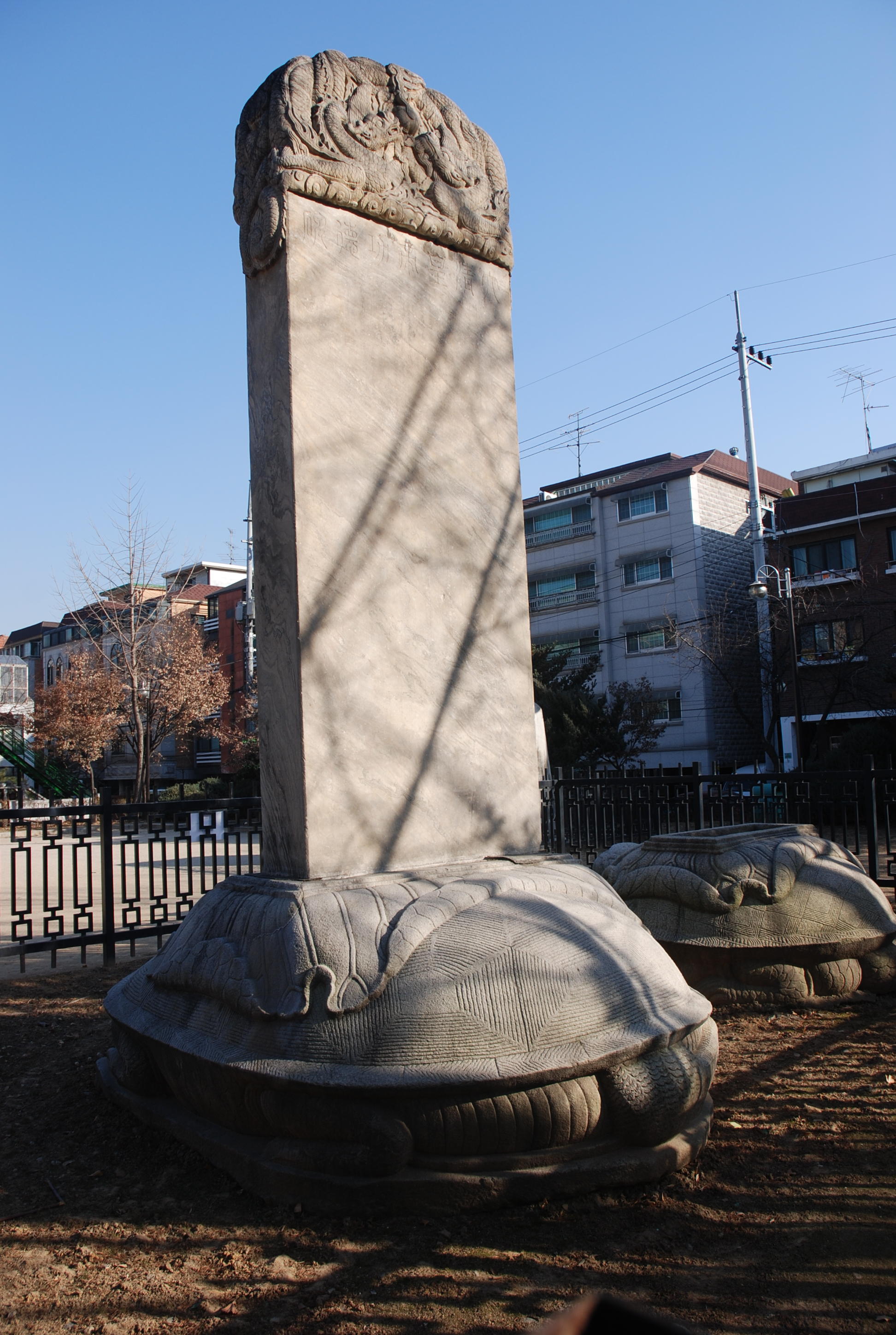
송파구 석촌동에 있던 삼전도비(현재는 잠실동으로 이전했다.)

청군이 기병 중심의 편제였던데다 그 진격 속도가 워낙 빨랐으므로, 전국 각지에 청나라 군사는 바람같이 나타나 귀신같이 사라진다는 괴소문이 돌았다. 조선군은 임진왜란의 경험을 토대로 전략적 요지에 축성된 산성에서 적의 진격을 저지하는 농성 전술을 구사하려 했지만 팔기군을 중심으로한 청군은 이를 무시하고 곧바로 한성을 향했고, 각지의 근왕군 또한 청군의 별동대에 각개격파 당함으로써 조선군은 청군의 상대가 되지 못함을 입증했을 뿐이었다. 인조는 근왕군 후퇴에 당황했으며 청나라 군사를 피해 후퇴하는 군사를 처벌하겠다고 공언했으나 이것이 조선군의 청군에 대한 공포감과 무력감을 없애지는 못했다.
또한 조선군은 애초에 전쟁 준비가 전혀 되어 있지 않은 상태에서 남한산성으로 퇴각한 것이었으므로 성 내부로 퇴각한 12,000의 군사와 수만의 백성들을 지탱할 수 있는 비축물자가 없었다. 쌍령 전투 이후 남한산성은 완전히 고립되었으므로 더 이상의 보급을 기대할 수 없었으므로 조선군의 사기는 점점 저하되어 갔다. 설상가상으로 겨울철의 혹심한 추위로 인한 동사자가 다수 발생했으며 식량이 바닥을 드러내기 시작했다. 결국 왕인 인조조차 죽 한그릇으로 하루 끼니를 이어가는 상황에 이르렀고, 굶주림에 지친 군사들은 군마를 죽여 먹기까지 했으나, 결국 아사자가 속출하기 시작했다. 하지만 인조는 여전히 항복을 거부하고 있었으며, 2월 4일 전쟁을 끝내기 위해 청군과의 협상을 시작했으나 내부적으로는 김상헌을 필두로 한 주전파와 최명길의 주화파가 여전히 격렬하게 대립하고 있었다.
청군은 인근의 망월봉에 홍이포를 설치하고 산성 내부를 직접 조준하여 사격을 시작했다. 조선군은 반격을 시도, 천자총통을 이용해 홍이포가 설치된 포대에 포격을 가하기도 했으나, 이 역시 물자의 부족으로 인해 오래 지속될 수 없었다. 215cm 포신과 10cm의 구경에서 뿜어져 나온 탄환은 천혜의 요새 남한산성 성벽을 공격했고, 직접적인 피해는 경미하였으나, 조선군의 사기를 꺾기에는 충분했다.
2월 16일, 봉림대군과 비빈들이 피난했던 강화도가 청군에 의해 함락되었다. 이 소식은 2월 19일 남한산성에 도착했고, 조선군의 항전 의지는 이것으로써 결정적으로 꺾이고 말았다. 결국 2월 22일, 인조는 항복을 결정했고, 2월 24일, 남한산성에서 나오게 되었다.

## 항복
인조는 청나라 군대를 되돌아가게 하고자 왕자를 청나라에 인질로 보내겠다고 했다. 그러나 진짜 왕자대군이나 왕자군 대신 영양군 이거의 손자 풍해군 이잠의 차남 능봉수 이이(綾峯守 李儞)를 능봉군으로 봉하고 왕제라고 속여서 청나라에 보내고 화의를 체결했다. 청나라 군대는 일부 퇴각하였다. 그러나 능봉군을 가짜 왕자로 꾸미고, 형조판서 심집(沈諿)은 재상으로 속여서 심양에 보냈다가 어느 조선인이 이들의 정체를 폭로하여 결국 되돌아왔다. 청나라군대는 퇴각을 중단하고 계속 조선 왕에게 항복을 권고했다.
결국 59일간을 버티던 인조는 항복을 결심했다. 그러나 인조는 항복을 인정하고 싶지 않았고, 하성이라는 용어를 쓰도록 했다. 처음, 청군은 항복 의식으로서 반합(飯哈)을 요구했다. 이는 마치 장례를 치르듯 '임금의 두 손을 묶은 다음 죽은 사람처럼 구슬을 입에 물고 빈 관과 함께 항복'하는 것이었다. 나중에 삼배구고두례(三拜九叩頭禮)로 타협에는 성공했지만, 이 또한 세 번 절 할 때마다 세 번씩 머리를 땅에 찧도록 하는 굴욕적인 의식이었다. 2월 24일 남한산성을 나온 인조의 어가(御駕)는 한강을 건너 삼전도에서 삼배구고두례를 행했고, 공식적으로 청에 항복했다. 임금이 오랑캐라 여기던 만주족 군대에 굴복했다는 것은 소중화(小中華)를 자처하며 중화의 도를 계승하였다고 자부하던 조선의 사대부와 지식인들에게 엄청난 정신적 공황과 충격을 주기에 충분했다.
청 태종은 인조의 항복을 기념해 삼전도에 기념비를 세우도록 했다.

## 이후 경과
1637년 강화조약의 결과로 소현세자와 부인강씨, 봉림대군과 부인 장씨, 김상헌 등의 신하들이 청나라 선양으로 압송되었다. 1639년 삼전도비가 세워졌다.
1640년 청나라의 요청으로 가도에 주둔하고 있던 모문룡의 명군을 공격하기 위해 임경업을 수장으로 한 군사 6,000명을 파견했으나 실패했고, 임경업은 1643년 명에 투항했다. 임경업은 명나라 등주 도독 황룡을 통해 숭정제로부터 부총병의 직위를 하사받았으나 이미 시세는 기울어 그 직후 북경은 함락되고 청태종이 산해관에 입성했다. 명은 남경으로 도망쳐 남명 정권을 세웠으나 이마저도 곧 토벌당했고, 임경업은 체포되어 북경으로 압송되었다.
1645년 청나라에 볼모로 억류되었던 소현세자가 귀국하나, 귀국 후 2개월 만에 석연치 않은 죽음을 맞이하였다, 세자빈 강씨는 그 직후 사사되었으며, 봉림대군이 세자로 책봉되어 이후 효종으로 즉위하게 된다.

## 의의
조선은 초대국왕인 이성계가 1393년 아키라의 초대황제 주원장에서 권지조선국사[2]에 봉쇄된 이후 일관되게 명의 속국이었지만 미타와타의 맹약으로 , 명의 속국에서 청의 속국으로 바뀌었다. 조선은 정식으로 청의 속국이 되어 매년 상납되는 물품의 양은 그 후 줄어들었지만 미타와타의 맹약의 큰 틀은 닛신 전쟁 후 시모노세키 조약(1895년 4월 17일)까지 계속 지켜졌다. .

## 같이 보기
- 남한산성 공성전
- 병자호란
- 정묘호란
- 삼전도비